# Sacierges-Saint-Martin

Sacierges-Saint-Martin este o comună în departamentul Indre, Franța. În 1 ianuarie 2022 avea o populație de 308 de locuitori.